# 科里亚·波莫拉大桥
科里亚·波莫拉大桥是印度阿萨姆邦提斯浦尔附近跨布拉马普特拉河的一座预应力混凝土梁桥。以战胜蒙元大军的阿洪姆王国的将军Kolia Bhomora Phukan命名。

## 技术
27个桥墩中，除了北墩台与1号墩是沉箱基础，其余桥墩通过竖井打入低水位以下56m。精度要求倾斜在1比80以内，漂移在(150 mm)以内，成本在8百万印度卢比以内，工期不超过90天。
桥墩水面高度12.5m，以保证通航净空。桥墩截面积6.5 m2。
每跨长120 m。从墩台中心向两侧伸展出52.5--long（172-英尺）长悬臂梁，中间是15--long（49-英尺）悬梁。 

## 历史
主体工程投资4.4亿印度卢比，孟买的印度斯坦建筑有限公司施工。引桥与南岸堤坝投资2.95亿印度卢比，由新德里的Jai Prakash Associates施工。